# Charles T. Robertson Jr.

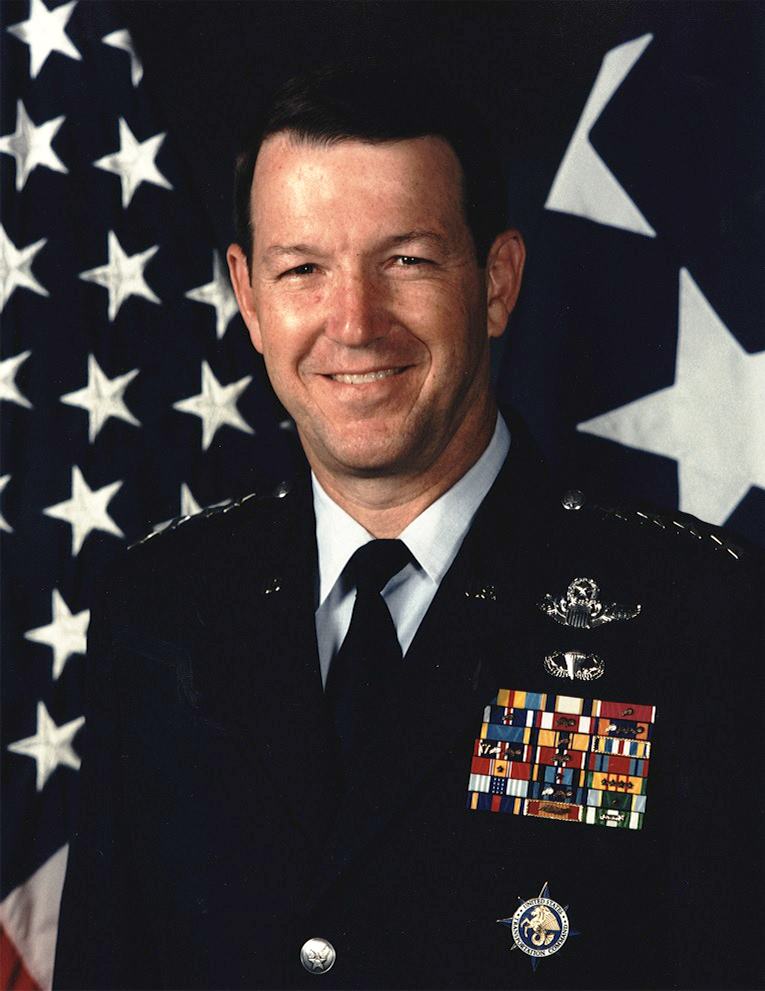
Charles T. Robertson Jr.

Charles Thomas Robertson Jr. (* 15. August 1946 in Charlotte, North Carolina) ist ein pensionierter General der United States Air Force. Er war unter anderem Kommandeur des Air Mobility Command und des United States Transportation Command.

## Leben
Im Jahr 1968 absolvierte Charles Robertson die United States Air Force Academy in Colorado Springs. Nach seiner Graduation wurde er als Leutnant in das Offizierskorps der Air Force aufgenommen. In der Folge durchlief er alle Offiziersgrade vom Leutnant bis zum Vier-Sterne-General.
Im Lauf seiner militärischen Karriere absolvierte er verschiedene Kurse und Schulungen. Dazu gehörten unter anderem eine Ausbildung zum Kampfpiloten und weitere Fortbildungskurse als Pilot neuer Flugzeugtypen; die Squadron Officer School auf der Maxwell Air Force Base in Alabama und das National War College in Fort Lesley J. McNair in Washington, D.C. Außerdem erhielt er akademische Grade von der Central Michigan University und der Harvard Kennedy School.
In seinen frühen Jahren als Offizier der Luftwaffe war er an verschiedenen Stützpunkten in den Vereinigten Staaten stationiert. Dabei war er als Pilot, Flugausbilder oder Stabsoffizier bei unterschiedlichen Einheiten tätig. Dazwischen absolvierte er die erwähnten Schulungen. Zwischen April 1970 und April 1971 war er als Pilot im Vietnamkrieg eingesetzt. Anschließend setzte er seine Offizierslaufbahn in den Vereinigten Staaten fort. Zwischenzeitlich kommandierte er eine Schwadron und später ein Geschwader. Im März 1991 erreichte er mit seiner Beförderung zum Brigadegeneral die Generalsränge.
Zwischen August 1991 und Juni 1993 war Charles Robertson Abteilungsleiter für Personalangelegenheiten im Hauptquartier der Air Force. Danach gehörte er bis zum Juni 1995 dem Stab der Joint Chiefs of Staff an. Es folgte eine Versetzung zur Scott Air Force Base in Illinois, wo er bis zum September 1996 stellvertretender Kommandeur (vice commander) des Air Mobility Command war. Danach wurde er auf die Travis Air Force Base in Kalifornien versetzt, wo er das Kommando über die 15. Luftflotte erhielt, das er zwischen September 1996 und Juli 1998 innehatte.
Anschließend kehrte er zur Scott AFB zurück, wo er Anfang August 1998 das Kommando über das United States Transportation Command und das Air Mobility Command übernahm. In beiden Positionen löste er Walter Kross ab. Robertson behielt diese beiden Kommandos bis zum 5. November 2001, als John W. Handy seine Nachfolge in beiden Positionen antrat. Anschließend schied er aus dem aktiven Militärdienst aus.
Während seiner aktiven Zeit als Militärpilot absolvierte er über 4700 Flugstunden auf verschiedenen Flugzeugtypen.

## Daten der Beförderungen
| Abzeichen | Rang               | Jahr              |
| --------- | ------------------ | ----------------- |
|           | Second Lieutenant  | 5. Juni 1968      |
|           | First Lieutenant   | 5. Dezember 1969  |
|           | Captain            | 5. Juni 1971      |
|           | Major              | 1. Mai 1977       |
|           | Lieutenant Colonel | 1. Oktober 1980   |
|           | Colonel            | 1. September 1985 |
|           | Brigadier General  | 1. März 1991      |
|           | Major General      | 1. August 1993    |
|           | Lieutenant General | 1. Juli 1995      |
|           | General            | 1. September 1998 |

## Orden und Auszeichnungen
Charles Roberson erhielt im Lauf seiner militärischen Laufbahn unter anderem folgende Auszeichnungen:
- Defense Distinguished Service Medal
- Air Force Distinguished Service Medal
- Legion of Merit
- Distinguished Flying Cross
- Meritorious Service Medal
- Air Medal
- Aerial Achievement Medal
- Air Force Commendation Medal
- Joint Meritorious Unit Award
- Air Force Outstanding Unit Award
- Air Force Organizational Excellence Award
- Combat Readiness Medal
- National Defense Service Medal
- Armed Forces Expeditionary Medal
- Vietnam Service Medal
- Air Force Longevity Service Award
- Gallantry Cross (Südvietnam)
- Vietnam Campaign Medal (Südvietnam)